# Miss Europe

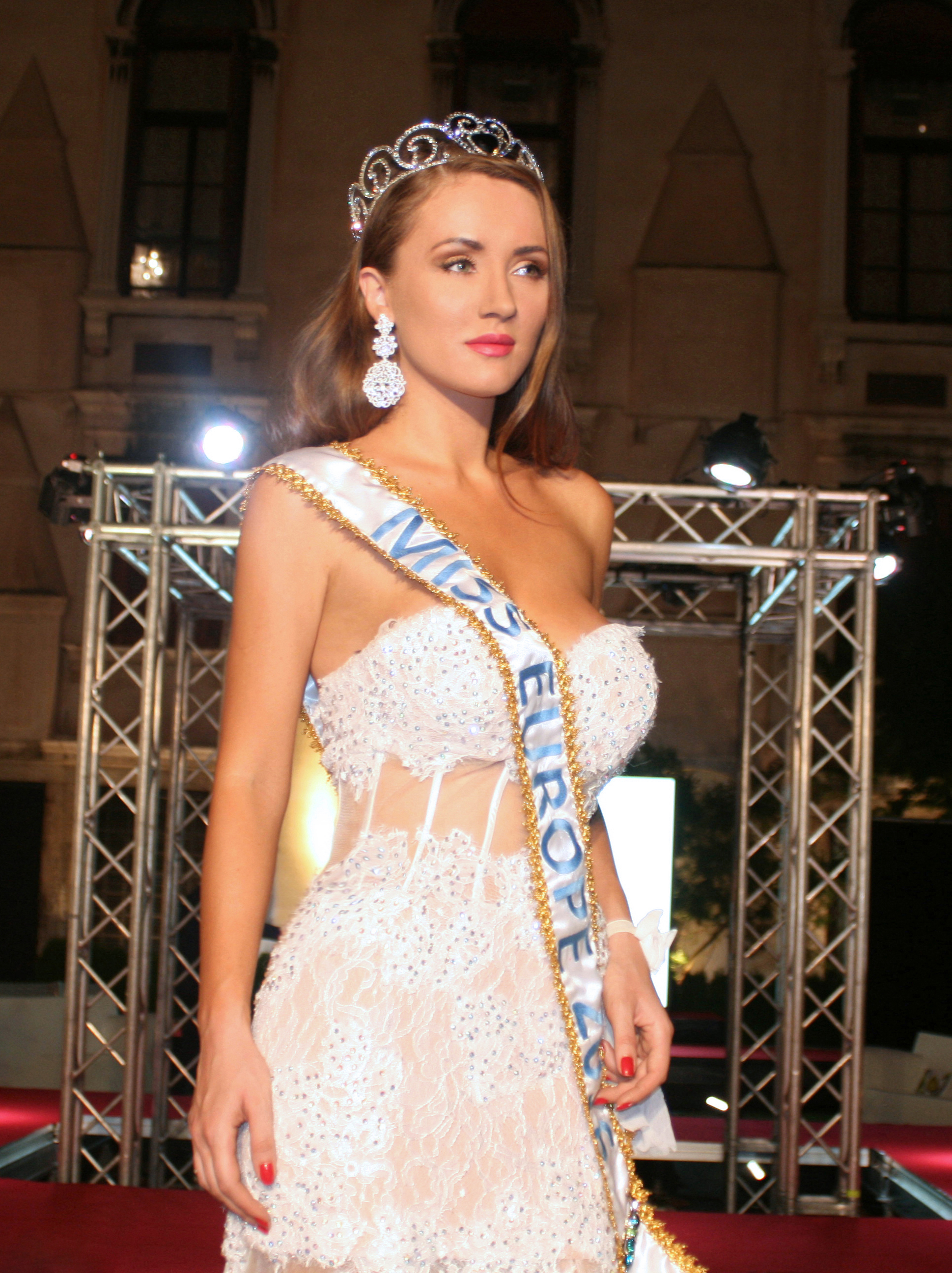
Diana Starkova aus Frankreich, Miss Europe 2016

Miss Europe ist ein jährlich ausgetragener Schönheitswettbewerb für unverheiratete Frauen, an dem Kandidatinnen aus Europa sowie aus Armenien, Georgien, Israel und Zypern teilnehmen. Vor 1945 gab es auch Bewerberinnen aus den damaligen französischen Besitzungen am Mittelmeer wie Algerien, Marokko, Tunesien, Syrien-Libanon.
Mehrere Wettbewerbe werden unterschieden:

## Wettbewerbe vor dem Zweiten Weltkrieg
1927 fand einmalig ein Wettbewerb statt. Er wurde von der Fanamet, einem europäischen Vertriebskonsortium der Paramount veranstaltet. Das Unternehmen bot in zwölf europäischen Ländern seine Filme an und machte auf diese Weise Werbung für sich. Den meisten Internet-Veröffentlichungen zufolge fand der Wettbewerb in Berlin statt, nach Darstellung der Siegerin anlässlich eines Balles in den Wiener Sofiensälen. Als Preis winkte die Hauptrolle in einem Hollywood-Streifen unter Regie von Friedrich Wilhelm Murnau. Als die zwölfköpfige Jury sich nicht zwischen den zehn Kandidatinnen entscheiden konnte, rief man Murnau in Hollywood an. Dieser entschied, man solle von allen Kandidatinnen Probeaufnahmen machen und ihm zuschicken, die Preisträgerin werde schließlich in seinem Film spielen. Er wählte einige Wochen später Štefica Vidačić aus. Das Filmprojekt wurde jedoch nie verwirklicht. Als Entschädigung erhielt sie ein Jahr lang ein Honorar von 100 US-Dollar pro Woche.
Der erste kontinuierliche Wettbewerb wurde mit der Gründung des Comité pour l’election de Miss Europe im Jahre 1928 durch den französischen Journalisten Maurice de Waleffe (1874–1946) ins Leben gerufen. Er hatte zuvor schon den Wettbewerb um die Miss France begründet. Dieser Miss-Europe-Wettbewerb fand 1929 erstmals statt. Die Kandidatinnen bei der Premiere waren in ihren Herkunftsländern unter Beteiligung großer Zeitungen oder illustrierter Zeitschriften ausgewählt worden: Bulgarien: Zora, Dänemark: B.T., Deutschland: 8 Uhr-Abendblatt, England und Irland: Daily Mail, Frankreich: Le Journal (von Waleffe herausgegeben), Griechenland: Elefteron Vima, Holland: Het Leven, Italien: Novo Italia, Jugoslawien: Vrémé, Österreich: Neues Wiener Tagblatt, Polen: Kurier Czerwony, Rumänien: Universul, (Exil-)Russland: La Russie illustrée (Иллюстрированная Россия), Schweiz: Le Genevois, Spanien: A.B.C., Ungarn: Színházi élet.
Diese Konkurrenz fand meist in Frankreich (bzw. seinen Besitzungen) statt und endete mit dem Zweiten Weltkrieg. Schon vorher ging die Beteiligung zurück, da verschiedene Staaten mit autoritären Regierungen Schönheitskonkurrenzen unterbanden und auch ihren Bürgerinnen verboten, sich an der Wahl zur Miss Europe zu beteiligen. So fanden zum Beispiel die letzten nationalen Misswahlen vor dem Krieg in Estland 1932, in Deutschland 1933, in Spanien 1935 und in Polen 1937 statt. Eine Ausnahme bildete das faschistische Italien.

## Wettbewerbe nach 1945
Nach dem Krieg und dem Tod de Waleffes entstand in Frankreich eine neue Organisation: die Mondial Events Organisation (MEO), die den Wettbewerb seitdem durchführte. Die Gründer waren Roger Zeiler und Claude Berr. Berr verstarb 1981, und 2003 verkaufte Roger Zeiler die Lizenz an Endemol, eine der größten TV-Produktionsfirmen. Der letzte Wettbewerb der MEO war der von 2002.
Seit 1948 wechselten die Veranstaltungsorte und -länder. Auch am äußersten Rand Europas und außerhalb des Kontinents fanden Wahlen statt, so mehrfach in Beirut (Libanon), 1968 in Kinshasa (Demokratische Republik Kongo, später Zaire), 1969 in Rabat (Marokko) und 1991 in Dakar (Senegal). Die Wahlen, die für Moskau 2007 sowie Beirut 2008 und 2009 angekündigt waren, fanden nicht statt. Danach war von diesem Wettbewerb nichts mehr zu hören.
Für die Teilnahme qualifiziert sind die Titelträgerinnen der nationalen Lizenznehmer. Für Deutschland war das zuletzt (bis 2006) nicht die Miss Germany der MGC – Miss Germany Corporation, sondern die Miss Deutschland des MGO – Komitee Miss Deutschland.
2016 wurde dieser Wettbewerb von einer Miss Europe Organization mit Sitz in London, später Edinburgh, „wiederbelebt“. Anscheinend gibt es einen Zusammenhang zum vorherigen Veranstalter: Fotos im Internet zeigen, dass die Gewinnerin dieselbe Krone (Tiara/Diadem) trug wie ihre drei Vorgängerinnen.
Ein gleichnamiger Wettbewerb ist (offenbar auch vom Veranstalter) nur lückenhaft dokumentiert. Die Siegerinnen wurden anfangs Miss Europa (für 1963 und 1973 durch die Inschrift auf den Siegerschärpen belegt), später (auch) Miss Europe, Miss Europe International, um 1986/87 Queen of Europe genannt. Die zugehörige Organisation (Comité Officiel et International Miss Europe) wurde 1950 von Jean Raibaut in Paris ins Leben gerufen. Der Sitz wurde später nach Marseille verlegt. Der erste Wettbewerb fand am 30. September 1951 in Palermo statt. 1998 beauftragte Raibaut das Tony Corrieri Management in Messina (Sizilien) mit der Durchführung der Veranstaltungen – zunächst für 5 Jahre. 2000 wurde das Comité Officiel vom Konkurrenz-Veranstalter MEO (s. o.) verklagt, den Namen Miss Europe nicht mehr zu verwenden. Der Wettbewerb wurde 2002 letztmals durchgeführt.

## Die Siegerinnen

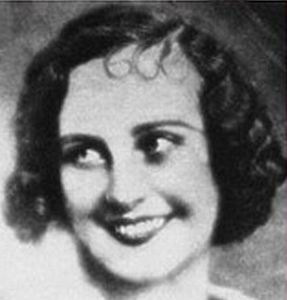
Tatiana Maslowa, Miss Russland und Miss Europe 1933

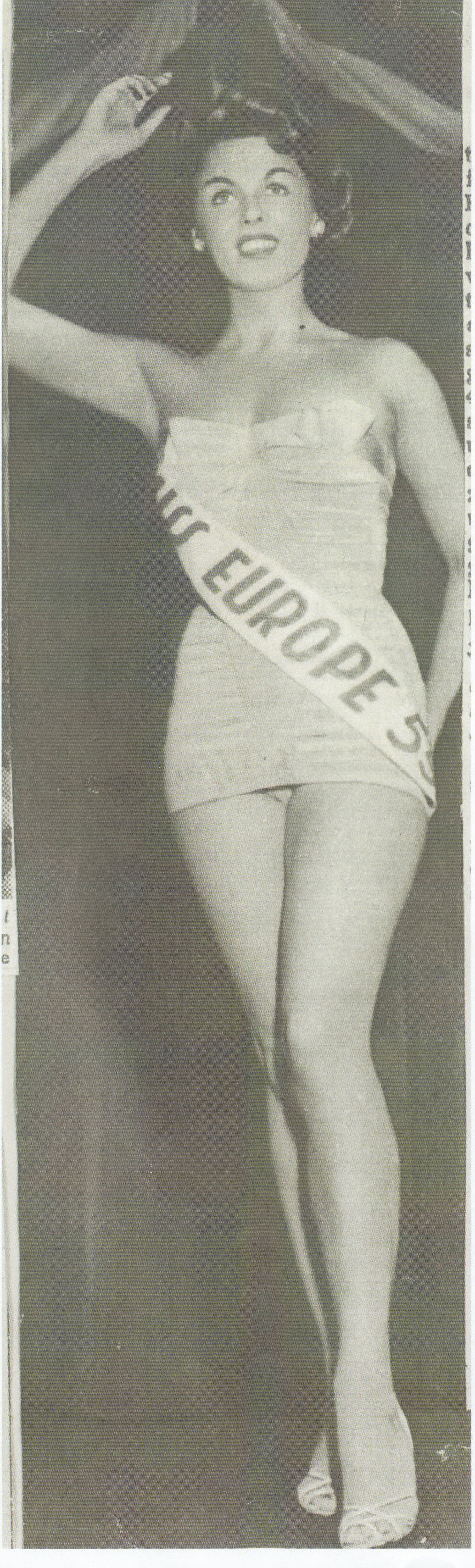
Christel Schaack, Miss Germany und Miss Europe 1954–55

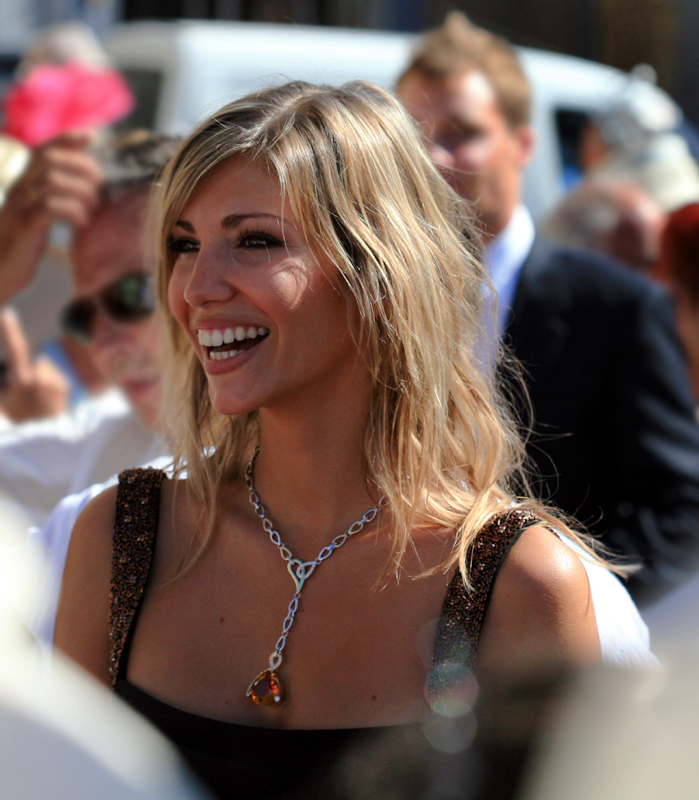
Alexandra Rosenfeld, Miss France und Miss Europe 2006

### Miss Europe 1927–1938
1927 durchgeführt von der Fanamet, 1929–1938 vom Comité pour l’election de Miss Europe.
| Jahr | Datum             | Name              | Land              | Ort der Wahl                     | Bewerbungen       |
| ---- | ----------------- | ----------------- | ----------------- | -------------------------------- | ----------------- |
| 1927 | 5. Februar        | Štefica Vidačić   | Jugoslawien       | Wien, Österreich                 | 10                |
| 1928 | nicht ausgetragen | nicht ausgetragen | nicht ausgetragen | nicht ausgetragen                | nicht ausgetragen |
| 1929 | 7. Februar        | Böske Simon       | Ungarn            | Paris, Frankreich                | 18                |
| 1930 | 5. Februar        | Alice Diplarakou  | Griechenland      | Paris, Frankreich                | 19                |
| 1931 | 5. Februar        | Jeanne Juilla     | Frankreich        | Paris, Frankreich                | 16                |
| 1932 | 12. Februar       | Aase Clausen      | Dänemark          | Nizza, Frankreich                | 15                |
| 1933 | 27. Mai           | Tatiana Maslowa A | Russland          | Madrid, Spanien                  | 14                |
| 1934 | 9. September      | Ester Toivonen    | Finnland          | Hastings, Vereinigtes Königreich | 16                |
| 1935 | 6. Juli           | Alicia Navarro    | Spanien           | Torquay, Vereinigtes Königreich  | 15                |
| 1936 | 30. Oktober       | Antonia Arques B  | Spanien           | Tunis, Tunesien                  | 15                |
| 1937 | 24. Oktober       | Britta Wikström   | Finnland          | Constantine, Algerien            | 10                |
| 1938 | 10. September     | Sirkka Salonen    | Finnland          | Kopenhagen, Dänemark             | 12                |

### Miss Europe ab 1948
Ab 1948 durchgeführt von der Mondial Events Organisation (MEO), 2003–2006 wahrscheinlich von Endemol. 2016 war der Veranstalter eine Miss Europe Organization mit Sitz in London.
| Jahr    | Datum                                         | Name                                          | Land                                          | Ort der Wahl                               | Bewerbungen                              |
| ------- | --------------------------------------------- | --------------------------------------------- | --------------------------------------------- | ------------------------------------------ | ---------------------------------------- |
| 1948    | 6. Juni                                       | Jacqueline Donny                              | Frankreich                                    | Enghien-les-Bains, Frankreich              | 12                                       |
| 1949    | 17. September                                 | Juliette Figueras                             | Frankreich                                    | Palermo, Italien                           | 11                                       |
| 1950    | 9. September                                  | [Johanna] Hanni Schall                        | Österreich                                    | Rimini, Italien                            | 12                                       |
| 1951    | nicht ausgetragen                             | nicht ausgetragen                             | nicht ausgetragen                             | nicht ausgetragen                          | nicht ausgetragen                        |
| 1952    | 19. August                                    | Günseli Başar                                 | Türkei                                        | Neapel, Italien                            | 13                                       |
| 1953    | 9. September                                  | Eloisa Cianni                                 | Italien                                       | Istanbul, Türkei                           | 13                                       |
| 1954    | 20. Juni                                      | Christel Schaack C                            | BR Deutschland                                | Vichy, Frankreich                          | 13                                       |
| 1954    | 20. Juni                                      | Danièle Genault                               | Frankreich                                    | Vichy, Frankreich                          | 13                                       |
| 1955    | 11. Juni                                      | Inga-Britt Söderberg                          | Finnland                                      | Helsinki, Finnland                         | 13                                       |
| 1956    | 1. Juni                                       | Margit Nünke                                  | BR Deutschland                                | Stockholm, Schweden                        | 13                                       |
| 1957    | 26. Juni                                      | Corine Rottschäfer                            | Niederlande                                   | Baden-Baden, BR Deutschland                | 15                                       |
| 1958    | 28. Juni                                      | [Johanna] Hanni Ehrenstrasser                 | Österreich                                    | Istanbul, Türkei                           | 15                                       |
| 1959    | 6. September                                  | [Christine] Christl Spazier                   | Österreich                                    | Palermo, Italien                           | 15                                       |
| 1960    | 11. Juni                                      | Anna Ranalli                                  | Italien                                       | Beirut, Libanon                            | 17                                       |
| 1961    | 6. Juni                                       | Ingrun Helgard Möckel                         | BR Deutschland                                | Beirut, Libanon                            | 17                                       |
| 1962    | 2. Juni                                       | Maruja García Nicoláu                         | Spanien                                       | Beirut, Libanon                            | 17                                       |
| 1963    | 7. Juni                                       | Mette Stenstad                                | Norwegen                                      | Beirut, Libanon                            | 18                                       |
| 1964    | 4. Juni                                       | Elly Koot                                     | Niederlande                                   | Beirut, Libanon                            | 18                                       |
| 1965    | 6. Juni                                       | Juliane Herm                                  | BR Deutschland                                | Nizza, Frankreich                          | 18                                       |
| 1966    | 30. Mai                                       | Maria Dornier                                 | Frankreich                                    | Nizza, Frankreich                          | 18                                       |
| 1967    | 3. Juni                                       | Paquita Torres Pérez                          | Spanien                                       | Nizza, Frankreich                          | 20                                       |
| 1968    | 23. September                                 | Leena Marketta Brusiin                        | Finnland                                      | Kinshasa, Demokratische Republik Kongo     | 21                                       |
| 1969    | 17. Mai                                       | Saša Zajc                                     | Jugoslawien                                   | Rabat, Marokko                             | 21                                       |
| 1970    | 15. September                                 | [Noella Afonso] Noelia Alfonso Cabrera        | Spanien                                       | Athen, Griechenland                        | 20                                       |
| 1971    | 19. September                                 | Filiz Vural                                   | Türkei                                        | Tunis, Tunesien                            | 21                                       |
| 1972    | 21. Juni                                      | Monika Sarp                                   | BR Deutschland                                | Estoril, Portugal                          | 23                                       |
| 1973    | 23. Januar 1974 D                             | [Anna Maria] Anke Groot                       | Niederlande                                   | Kitzbühel, Österreich                      | 18                                       |
| 1974    | 29. Mai                                       | [Maria Isabel] Maribel Lorenzo Saavedra       | Spanien                                       | Wien, Österreich                           | 19                                       |
| 1975    | abgesagt wegen des Bürgerkrieges im Libanon E | abgesagt wegen des Bürgerkrieges im Libanon E | abgesagt wegen des Bürgerkrieges im Libanon E | (geplant: Beirut, Libanon)                 | (geplant: Beirut, Libanon)               |
| 1976    | 5. Juni                                       | Riitta Inkeri Väisänen                        | Finnland                                      | Rhodos, Griechenland                       | 22                                       |
| 1977    | nicht ausgetragen F                           | nicht ausgetragen F                           | nicht ausgetragen F                           | nicht ausgetragen F                        | nicht ausgetragen F                      |
| 1978    | 15. März                                      | Eva Maria Düringer                            | Österreich                                    | Helsinki, Finnland                         | 15                                       |
| 1979    | nicht ausgetragen G                           | nicht ausgetragen G                           | nicht ausgetragen G                           | nicht ausgetragen G                        | nicht ausgetragen G                      |
| 1980    | 2. März                                       | Karin Zorn                                    | Österreich                                    | Puerto de la Cruz, Spanien                 | 20                                       |
| 1981    | 9. Juni                                       | Anne Mette Larsen                             | Dänemark                                      | Birmingham, Vereinigtes Königreich         | 21                                       |
| 1982    | 11. Juni                                      | Nazlı Deniz Kuruoğlu                          | Türkei                                        | Istanbul, Türkei                           | 23                                       |
| 1983    | nicht ausgetragen H                           | nicht ausgetragen H                           | nicht ausgetragen H                           | nicht ausgetragen H                        | nicht ausgetragen H                      |
| 1984    | 17. Februar                                   | Neşe Erberk                                   | Türkei                                        | Bad Gastein, Österreich                    | 25                                       |
| 1985    | 25. Mai                                       | Juncal Rivero Fadrique                        | Spanien                                       | Mainz, BR Deutschland                      | 23                                       |
| 1986–87 | nicht ausgetragen I J                         | nicht ausgetragen I J                         | nicht ausgetragen I J                         | nicht ausgetragen I J                      | nicht ausgetragen I J                    |
| 1988    | 7. Mai                                        | Michela Rocco di Torrepadula                  | Italien                                       | Ragusa, Italien                            | 23                                       |
| 1989–90 | nicht ausgetragen wegen des Golfkriegs K      | nicht ausgetragen wegen des Golfkriegs K      | nicht ausgetragen wegen des Golfkriegs K      | nicht ausgetragen wegen des Golfkriegs K   | nicht ausgetragen wegen des Golfkriegs K |
| 1991    | 29. Juni                                      | Susanne Petry L                               | Deutschland                                   | Dakar, Senegal                             | 27                                       |
| 1991    | 29. Juni                                      | Katerina Michalopoulou                        | Griechenland                                  | Dakar, Senegal                             | 27                                       |
| 1992    | 15. Juni                                      | Marina Tsintikidou                            | Griechenland                                  | Athen, Griechenland                        | 32                                       |
| 1993    | 12. Juli                                      | Arzum Onan                                    | Türkei                                        | Istanbul, Türkei                           | 31                                       |
| 1994    | 30. September                                 | Lilach Ben-Simon                              | Israel                                        | Istanbul, Türkei                           | 33                                       |
| 1995    | 23. Oktober                                   | Monika Žídková                                | Tschechien                                    | Istanbul, Türkei                           | 36                                       |
| 1996    | 28. September                                 | Marie-Claire Harrison                         | Vereinigtes Königreich                        | Tirana, Albanien                           | 35                                       |
| 1997    | 6. September                                  | Isabelle Darras                               | Griechenland                                  | Kiew, Ukraine                              | 29                                       |
| 1998    | nicht ausgetragen M                           | nicht ausgetragen M                           | nicht ausgetragen M                           | nicht ausgetragen M                        | nicht ausgetragen M                      |
| 1999    | 25. Juni                                      | Jelena Rogoschina                             | Russland                                      | Beirut, Libanon                            | 39                                       |
| 2000    | nicht ausgetragen N                           | nicht ausgetragen N                           | nicht ausgetragen N                           | nicht ausgetragen N                        | nicht ausgetragen N                      |
| 2001    | 29. Dezember                                  | Élodie Gossuin                                | Frankreich                                    | Beirut, Libanon                            | 33                                       |
| 2002    | 28. Dezember                                  | Swetlana Koroljowa                            | Russland                                      | Beirut, Libanon                            | 35                                       |
| 2003    | 12. September                                 | Zsuzsanna Laky                                | Ungarn                                        | Nogent-sur-Marne (Eurodisney), Frankreich  | 36                                       |
| 2004    | nicht ausgetragen                             | nicht ausgetragen                             | nicht ausgetragen                             | nicht ausgetragen                          | nicht ausgetragen                        |
| 2005    | 12. März                                      | Shermine Shahrivar                            | Deutschland                                   | Paris, Frankreich                          | 36                                       |
| 2006    | 27. Oktober                                   | Alexandra Rosenfeld                           | Frankreich                                    | Kiew, Ukraine                              | 33                                       |
| 2007–15 | nicht ausgetragen                             | nicht ausgetragen                             | nicht ausgetragen                             | nicht ausgetragen                          | nicht ausgetragen                        |
| 2016    | 12. März                                      | Diana Starkova                                | Frankreich                                    | Beirut, Libanon                            |                                          |
| 2017    | 13. Mai                                       | Diana Kubasova                                | Lettland                                      | Seoul, Südkorea                            |                                          |
| 2018    | 10. November                                  | Anna Shornikova O                             | Ukraine                                       | Paris, Eiffelturm, Frankreich              |                                          |
| 2018    | 10. November                                  | Anastasiya Ammosova O                         | Russland                                      | Paris, Eiffelturm, Frankreich              |                                          |
| 2019    | 17. Mai                                       | Andrea de las Heras                           | Spanien                                       | Cannes, Hotel Martinez, Frankreich         |                                          |
| 2020    | 22. Dezember                                  | Lara Jalloh                                   | Frankreich                                    | Paris, Frankreich                          |                                          |
| 2021    | 22. August                                    | Beatrice Körmer                               | Österreich                                    | Vösendorf, Eventhotel Pyramide, Österreich | 19                                       |

### Miss Europa, Miss Europe, Miss Europe International
Ab 1951 durchgeführt vom Comité Officiel et International Miss Europe.
| Jahr    | Datum             | Name                         | Land                   | Ort der Wahl                      | Bewerbungen                  |
| ------- | ----------------- | ---------------------------- | ---------------------- | --------------------------------- | ---------------------------- |
| 1951    | 30. September     | Jacqueline Genton X          | Schweiz                | Palermo, Italien                  | 07                           |
| 1952    | 22. September     | Judy Breen                   | Vereinigtes Königreich | Amsterdam, Niederlande            | 10                           |
| 1953    |                   | Sylviane Carpentier          | Frankreich             |                                   |                              |
| 1954–56 |                   |                              |                        |                                   |                              |
| 1957    | Juli              | Ingrid Weiss (Ingrid Neiss)  | BR Deutschland         | Paris, Frankreich                 |                              |
| 1958    |                   | Evelyne Ricket               | Frankreich             | Amiens, Frankreich                | 08                           |
| 1959    | 3. Juni           | Sophie d’Estrade             | Frankreich             | Meaux, Frankreich                 |                              |
| 1960–66 |                   |                              |                        |                                   |                              |
| 1967    |                   | Berrit Kvorning              | Dänemark               |                                   |                              |
| 1968    |                   | Regina Koeppen               | BR Deutschland         |                                   |                              |
| 1969    |                   |                              |                        |                                   |                              |
| 1970    |                   | Maria Korner (Körner?)       | BR Deutschland         | Nizza, Frankreich                 |                              |
| 1971    | 2. September      | Laurence Vallée              | Frankreich             | Florenz, Italien                  |                              |
| 1972    |                   | Ingeborg Sørensen            | Norwegen               |                                   |                              |
| 1973    | 24. Juni          | Diana Scapolan               | Italien                | Barcelona, Spanien                | 16                           |
| 1974    | 26. April         | Wencke Stehen                | Norwegen               | Santa Cruz de Tenerife, Spanien   | 19                           |
| 1975    | Mai               | Vivianne Van Der Cauter      | Belgien                | Monaco                            | 19                           |
| 1976    | Mai               | Maria Teresa Maldonado Valle | Spanien                | Andorra                           | 21                           |
| 1977    |                   |                              |                        |                                   |                              |
| 1978    | 11. September     | Barbara Ann Neefs            | Niederlande            | Reggio nell’Emilia, Italien       | 22                           |
| 1979–81 |                   |                              |                        |                                   |                              |
| 1982    | Februar           |                              |                        | Athen, Griechenland               |                              |
| 1983    |                   |                              |                        |                                   |                              |
| 1984    | 14. Dezember      | Trine Mørk                   | Norwegen               | Wien, Österreich                  | 19                           |
| 1985    | nicht ausgetragen | nicht ausgetragen            | nicht ausgetragen      | nicht ausgetragen                 | nicht ausgetragen            |
| 1986    | 28. Februar       | Rachel Brun Y                | Schweden               | Valletta, Malta                   | 24                           |
| 1987    | 27. Mai           |                              |                        | Frankfurt am Main, BR Deutschland | 16                           |
| 1988–91 |                   |                              |                        |                                   |                              |
| 1992    | 27. September     | Yolanda Marcos Gonzales      | Spanien                | Catania, Italien                  | 12                           |
| 1993–95 |                   |                              |                        |                                   |                              |
| 1996    | 4. Oktober        | Mimmi Gunnarsson Z           | Schweden               | Izmir, Türkei                     | 30                           |
| 1996    | 4. Oktober        | Jenni Rautawaara             | Finnland               | Izmir, Türkei                     | 30                           |
| 1997    |                   |                              |                        |                                   |                              |
| 1998    |                   | Nataša Spasojević            | BR Jugoslawien         |                                   |                              |
| 1999    | 8. September      | Anna Maria Tudorache         | Rumänien               | Taormina, Italien                 | 34                           |
| 2000    | nicht ausgetragen | nicht ausgetragen            | nicht ausgetragen      | nicht ausgetragen                 | nicht ausgetragen            |
| 2001    | abgesagt          | abgesagt                     | abgesagt               | (geplant: Taormina, Italien)      | (geplant: Taormina, Italien) |
| 2002    | 19. Mai           | Amandine Hatzithomas         | Griechenland           | Warschau, Polen                   | 48 aus 31 Ländern            |

## Wettbewerbe mit ähnlichen Namen
- Miss Europe World[7]
- Miss Europe Continental[8]
- Miss European[9]
- Miss European Union[10]
- Queen of Europe
- Miss Regina d’Europa: Der Wettbewerb fand 2002 bis 2005 statt. Die Organisation hatte ihren Sitz in Italien. Die Veranstaltung wurde zwar als internationaler Wettbewerb bezeichnet, es scheinen aber überwiegend italienische Kandidatinnen teilgenommen zu haben. Seit 2006 ist keine Austragung mehr nachweisbar, und die Webseite der ehemaligen Veranstalter (spätestens) seit dem Jahreswechsel 2007/08 anderweitig belegt.